# میکاچو
میکا لیوی با نامِ هنریِ میکاچو (انگلیسی: Micachu؛ زادهٔ ۱۹۸۷ (۳۷–۳۸ سال)) خواننده، ترانه‌سرا و آهنگساز اهل بریتانیاست. او آموزش‌دیدهٔ موسیقی کلاسیک است و در زمینه‌های موسیقی پاپ تجربی و موسیقی فیلم فعالیت داشته‌است. از آثار مهمش می‌توان آلبوم Jewellery و موسیقی فیلم‌های زیر پوست و جکی را نام برد.